# São João Crisóstomo no Monte Sacro Alto (título cardinalício)
São João Crisóstomo no Monte Sacro Alto (em latim, S. Ioannis Chrysostomi in regione vulgo “Monte Sacro Alto”) é um título cardinalício instituído em 29 de abril de 1969 pelo Papa Paulo VI.

## Titulares protetores
- Vicente Enrique y Tarancón (1969-1994)
- Bernard Agré (2001-2014)
- José de Jesús Pimiento Rodríguez (2015-2019)
- Jean-Claude Hollerich, S.J. (2019 - )